# 2003年合肥學生遊行事件
2003年合肥学生游行事件，简称一七事件，于2003年1月7日发生在安徽省合肥市，主要由合肥工业大学学生發起的游行事件，

## 事件起因
2003年1月6日晚19时30分左右，安徽省合肥市屯溪路与宣城路交叉口，合肥工业大学南区北大门口，发生一起严重车祸。造成合肥工业大学人文学院英语国贸专业1名女学生被撞身亡（死难学生为安瑞芳，女，时年22岁，合肥工业大学人文学院国贸2000级学生，车祸后头部破裂，现场惨烈），另2名女同学严重受伤，后经抢救脱离生命危险。
2003年1月7日下午，在安徽省具有一定影响力的《新安晚报》刊发了一篇有争议的报道，认为死难者的不幸是由于闯红灯造成的，引起部分学生的不满，这也直接导致后续事件的升级。

## 事件过程

### 省委处活动
1月7日12点左右，合肥工业大学学生开始聚集在学校门口，中断了屯溪路与宣城路的交通并要求来往汽车一概绕行。要求摩托车与其它车辆下车推行。后合肥工业大学学生打出“还我同学，严惩凶手”的标语。
下午两点左右，约五千名合肥工业大学学生汇集在合肥市最重要的干道长江中路上（游行队伍夹杂有社会人员）。并进入省政府大院。但是在随行老师与学生干部的劝阻下，学生们退出省政府大院。
14点10分左右，安徽省教育厅厅长陈贤忠要求与学生代表对话。而大部分学生认为陈贤忠级别不够，要求换人。而后，陆续有两批学生加入，此时学生总数达到近万人。
14点40分，学生重新冲进省政府大院。15分钟后，在教师和学生干部劝阻下，学生再次退出，直到16点34分是安徽省教育厅长陈贤忠再次与学生对话，对话中陈贤忠称已经抓住三名肇事者，并决定于次日（1月8日）召开现场办公会。不过同时他也督促交警加强管理，最后他要求学生返校。不过在场学生们对这四条处理意见不以为然。

### 新安晚报处
18点左右，学生游行至《新安晚报》社。喊出“《新安晚报》，胡说八道”的口号，要求《新安晚报》公开道歉。而《新安晚报》总编与学生对话，同意于在一版醒目位置上公开道歉并更正报道。总编称将处理造成失实报道的记者并于15日前呼吁保障交通安全。
此时学生内部明显分为两派，强硬方认为，必须要用《新安晚报》头版整版篇幅道歉，否则将冲击《新安晚报》社。另一方则呼吁大家需要冷静与理智。强硬方学生开始打砸《新安晚报》社，并试图袭击报社总编。在保安的拚命阻拦下，总编退回报社办公大楼。此时局面完全失控。强硬方学生开始砸毁报社设施，其间出现纵火行为。在教师与学生会干部的极力劝阻下，所有学生于18点16分退出。

### 悼念活动
19时左右，合肥工业大学校门口丁字路口一带仍未通行任何机动车辆，天黑开始陆续有学生自发汇集至遇难学生地点，点燃数十只蜡烛，敬献鲜花，摆放祭物以示对死难同学的祭奠和悼念，在场和途径的不少学生和行人落泪，悼念活动陆续持续到凌晨。
次日1月8日早晨5时许，悼念物品被移置，该路段开始有机动车通行，至此，此事进造成的机动车通行影响全部结束。

## 事件结果
游行当日，合肥工业大学戒严，严禁任何人出入。1月7日当晚，胡锦涛就此事向安徽方面做了批示：严惩肇事者；做好高校门口交通安全工作；各高校做好学生思想工作。
同年7至9月，合肥工业大学北门（即正门）外行人过街天桥终于完工，但学生普遍反映桥址离校门过远，因此走行人天桥过马路者寥寥。不久，北校门外被合肥市以保障安全为由建起隔离护栏，行人只能走过街天桥过马路，且车辆无法再取道北门进入工大。同年12月，合肥工业大学换新校长（此前校长为陈心昭）。